# Rubus bovinus
Rubus bovinus är en rosväxtart som beskrevs av A. van de Beek och H.E. Weber. Rubus bovinus ingår i släktet rubusar, och familjen rosväxter. Inga underarter finns listade i Catalogue of Life.